# Делай ноги
«Де́лай но́ги» (англ. Happy Feet) — анимационный музыкальный комедийный фильм 2006 года, снятый и спродюсированный Джорджем Миллером по сценарию Миллера, Джона Колли, Джуди Моррис и Уоррена Коулмена. В нём звучат голоса Элайджи Вуда, Робина Уильямса, Бриттани Мёрфи, Хью Джекмана, Николь Кидман, Хьюго Уивинга, Энтони ЛаПальи, Магды Шубански и Стива Ирвина. Фильм является международным совместным производством США и Австралии и был снят на студии визуальных эффектов и анимации Animal Logic в Сиднее для Warner Bros. Pictures, Village Roadshow Pictures и Kingdom Feature Productions. Это первый анимационный фильм, созданный Кеннеди Миллером и Animal Logic. Действие фильма происходит в холодной земле Антарктиды. Фильм повествует о Мамбле (Вуд), императорском пингвине, который умеет блестяще бить чечётку, несмотря на отсутствие способности петь песню сердца, чтобы привлечь вторую половинку. После постоянных насмешек и отторжений со стороны сверстников и собственного отца (Джекман) Мамбл отправляется в путешествие, чтобы узнать, что заставляет местную популяцию рыб сокращаться, и найти себя по пути.
«Делай ноги» был выпущен в североамериканских кинотеатрах 17 ноября 2006 года, а в австралийских кинотеатрах — 26 декабря 2006 года. Он был одновременно выпущен как в обычных кинотеатрах, так и в формате IMAX 2D. Студия намекнула, что будущий релиз в формате IMAX 3D возможен. Однако Warner Bros., продюсерская компания фильма, была слишком ограничена в бюджете, чтобы выпустить «Делай ноги» в цифровом формате IMAX 3D.
«Делай ноги» получил в целом положительные отзывы критиков, с похвалой за визуальные эффекты, сюжетную линию и песни, и собрал 384 миллиона долларов при бюджете в 100 миллионов долларов, став десятым по кассовым сборам фильмом 2006 года. Он получил первую премию BAFTA за лучший анимационный фильм и премию «Оскар» за лучший анимационный фильм (единственная личная победа Миллера на «Оскаре» на сегодняшний день). Он был номинирован на премию «Энни» за лучший анимационный полнометражный фильм и премию «Сатурн» за лучший анимационный фильм, обе уступив «Тачкам». Продолжение, «Делай ноги 2», было выпущено в 2011 году и не смогло сравниться с критическим и коммерческим успехом оригинального фильма.

## Сюжет
Императорские пингвины, живущие в Антарктиде, отличаются тем, что у них всех есть песня сердца, которая позволяет им находить себе пару. Так было заведено всегда. Но однажды в семье императорских пингвинов Нормы Джин и Мемфиса рождается маленький пингвинёнок по имени Мамбл, чьи связки издают лишь скрежет, зато лапы, чуть что, пускаются в пляс (Мемфис в сезон холода случайно уронил яйцо в снег, когда решил потанцевать под песню, и побочный эффект пингвинёнка проявился прямо в школе). Чечётка Мамбла не приводит ни к чему хорошему.
Танцы — настоящее табу для императорских пингвинов, которым дозволено только пение, как способ привлечения своего избранника по жизни. С самого рождения Мамбл становится изгоем, которому симпатизирует самая популярная местная девушка Глория. Когда наступил торжественный выпускной вечер, Мамбл не мог слушать, как поёт его любимая. Несмотря на то, что Глория заступалась за Мамбла, его выгнали с вечера, и пингвин вынужден был наблюдать за праздником с льдины, дрейфующей в море. Мамбл не заметил, как его унесло далеко от дома.
На своём пути к далёким берегам Мамбл знакомится с пятёркой лихих «амигос» — пингвинов Адели, вместе с которыми он должен будет спастись от огромных хищных китов, освободить местного гуру Ловеласа от странной удавки на шее (то есть держателя для перевозки алюминиевых пивных банок, который он нарек «талисманом»), а также войти в контакт с «пришельцами», которые вылавливают всю их рыбу.
В самом финале Мамбл попадает в зоопарк, где едва ли не теряет рассудок. Однако на этом его история не заканчивается. Однажды маленькая девочка пытается достучаться до Мамбла сквозь толстое стекло вольера, и Мамбл вдруг начинает танцевать. Люди приходят в восторг, отвозят его к родичам в Антарктиду и решают больше не вылавливать рыбу возле её берегов. Мамбл воссоединяется с родителями и Глорией.

## В ролях
- Элайджа Вуд — Мамбл
- Робин Уильямс — Ловелас/Рамон
- Николь Кидман — Норма Джин
- Хью Джекман — Мемфис
- Бриттани Мёрфи — Глория
- Хьюго Уивинг — Ной
- Магда Шубански — мисс Виола
- Карлос Алазраки — Нестор
- Мириам Маргулис — миссис Астрахан
- Стив Ирвин — Трев
- Ди Брэдли Бейкер — Морис

## Персонажи

### Мамбл
В семье императорских пингвинов Нормы Джин и Мэмфиса — соответственно лучшей певицы среди пингвинов в своё время и её избранника — появляется малыш, однако не похожий на других. В отличие от своих родителей, музыкальными данными Мамбл не обладает вовсе, что в мире пингвинов означает тотальную обречённость на неудачу в нахождении второй половинки. Вместо того, чтобы с малых лет петь, он с рождения начал танцевать чечётку, что всем остальным пингвинам кажется чем-то нелепым.
Никто, кроме собственной матери, не поддерживает пингвинёнка. Ему не дают окончить школу, его мягко отшивает возлюбленная, а чуть позже старейшина обвиняет его в том, что его нелепые телодвижения наслали на племя голод, и изгоняет его вовсе. И Мамбл отправляется в опасное путешествие, чтобы узнать, куда на самом деле исчезла вся рыба.

### Глория
Глория появляется в семье императорских пингвинов Мориса и Мишель. Глория с детства является самой красивой и голосистой в стае. Она очень уважаема и пользуется популярностью среди пингвинов-самцов. Однако избранником Глории в итоге стал Мамбл — пингвин-изгой. Глория почти всегда помогала ему и защищала его от нападок других. Когда Мамбл появился на свет, именно Глория придумала ему имя. В конце она помогает Мамблу убедить всех пингвинов танцевать.
Глория отличается решительностью и смелостью. Она поддерживает Мамбла в любой ситуации и готова пойти за ним на край света. Не любит, когда осуждают её пение.

## Критика
На сайте агрегаторе рецензий Rotten Tomatoes рейтинг одобрения составляет 76 % на основе 169 профессиональных отзывов со средней оценкой 6,9 балла из 10. Критический консенсус гласит: «Визуально ослепительный, с продуманным сюжетом и запоминающимися музыкальными номерами, „Делай ноги“ стал удачным анимационным дебютом создателей фильма „Бэйб: Четвероногий малыш“». Metacritic присвоил мультфильму 77 балла из 100 на основе 30 рецензий, что указывает на «всеобщее признание».

Российский агрегатор рецензий «Критиканство» присвоил мультфильму 73 балла из 100 на основе 8 рецензий.

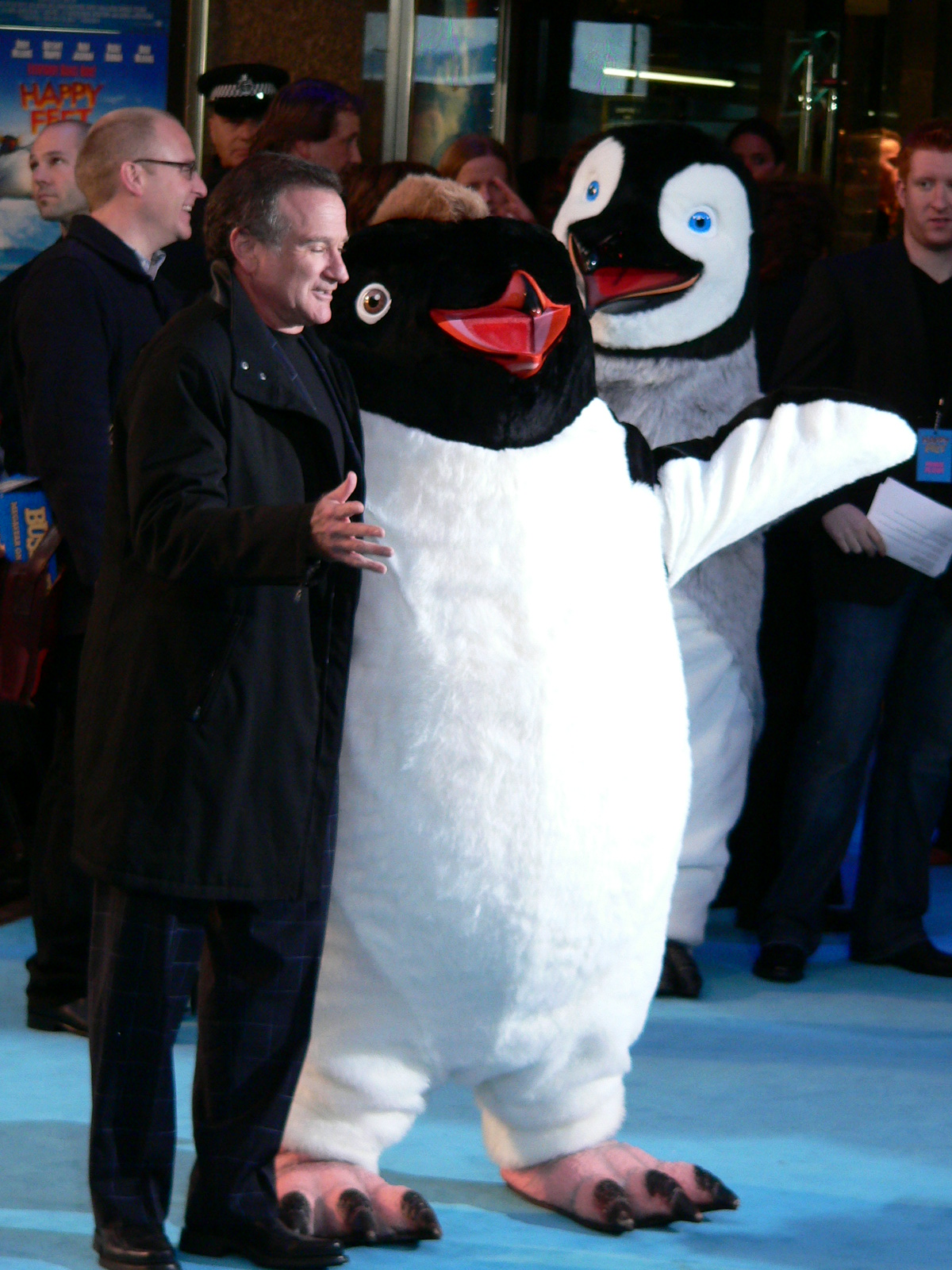
Робин Уильямс на премьере мультфильма

## Награды
- Премия «Оскар» за лучший анимационный полнометражный фильм, 2007.
- Золотой глобус за лучшую песню — «The Song of the Heart» (автор и исполнитель — Принс).
- Премия BAFTA за лучший анимационный фильм, 2007.
- Номинация на премию «Энни» за лучший анимационный полнометражный фильм, 2007.